# Петер Фехтер
Петер Фехтер (нім. Peter Fechter, 14 січня 1944 — 17 серпня 1962) — мешканець Східної Німеччини, який став двадцять сьомою відомою людиною, що загинула біля Берлінського муру під час спроби перетнути кордон до Західного Берліна. У віці 18 років Фехтера застрелили східнонімецькі прикордонники.

## Біографія
Петер Фехтер народився 14 січня 1944 року в Берліні, Німеччина, в останні роки Другої світової війни. Петер був третім з чотирьох дітей і виріс у берлінському районі Вайсензе. Його батько був інженером-механіком, а мати — продавчинею. Фехтер закінчив школу у віці 14 років і отримав диплом муляра.
Після закінчення Другої світової війни район Вайсензе опинився в радянській окупаційній зоні Берліна, коли місто було розділене під час окупації союзниками, і пізніше радянський сектор став Східним Берліном у Східній Німеччині. Старша сестра Петера вийшла заміж і тепер жила в Західному Берліні у Західній Німеччини, і родичі зі Східного Берліну регулярно її відвідували.
13 серпня 1961 року влада Східної Німеччини раптово закрила кордон і розпочала будівництво Берлінського муру, фактично відокремивши Петера та його родину від його сестри в Західному Берліні. Колега Фехтера, Гельмут Кульбейк, пізніше заявив, що вони з Фехтером деякий час розглядали можливість втечі до Західного Берліна, а також досліджували прикордонні споруди, але на той час ніякого конкретного плану так і не розробили.
Невдовзі після цього компанія Фехтера відмовила йому в юридично санкціонованій поїздці до Західної Німеччини, незважаючи на те, що він мав хорошу репутацію.

## Загибель

Поранений Фехтер під Берлінським муром

17 серпня 1962 року, приблизно через рік після будівництва Берлінської стіни, Фехтер і Гельмут Кульбейк спробували втекти зі Східної Німеччини. План полягав у тому, щоб сховатися в столярній майстерні біля стіни на Циммерштрассе і, спостерігаючи звідти за прикордонниками, вистрибнути з вікна на так звану «смугу смерті» (смугу, що пролягає між основною стіною та паралельним парканом, який нещодавно почали будувати), перебігти її та перелізти через двометрову стіну, увінчану колючим дротом, до району Кройцберг у Західному Берліні, поблизу Чекпойнта Чарлі.
Приблизно о 14:15 вони розпочали свою спробу. Спочатку їхній план був успішним, і вони обидва дісталися останньої стіни, але коли вони почали підніматися, східнонімецькі прикордонники почали по ним стріляти. Кульбейку вдалося перетнути стіну, Фехтер же отримав кілька поранень, в тому числі важке поранення у таз, і він упав назад на «смугу смерті» на очах у сотень свідків з обох боків, включаючи західнонімецьких журналістів.
Фехтер почав голосно кликати на допомогу, і невдовзі по обидва боки стіни утворився натовп. На східному боці людей негайно розігнали правоохоронці, на західному також було задіяно значну кількість поліцейських. Поліція Західного Берліна встановила драбину та кинула йому бинти (до яких він не зміг до них навіть дотягнутися), але іншої допомоги не надала і не дозволила, бо Фехтер перебував на території НДР. Ні прикордонники НДР, ні американські солдати, що чергували на Чекпойнті «Чарлі», не прийшли йому на допомогу, хоча дедалі більший натовп на західному боці голосно закликав їх до цього. Нарешті, приблизно через 50 хвилин після поранення, його витягли зі «смуги смерті» східноберлінські прикордонники: перший лейтенант Гайнц Шефер, рядовий Клаус Лінденлауб, сержант Горст Вурцель та сержант народної поліції Генріх Муларчик і доставили до автомобіля швидкої допомоги. Фото, на якому солдати несуть непритомного Фехтера, облетіло весь світ.
Петер Фехтер помер від втрати крові в лікарні близько 17:00. Згідно з рішенням Берлінського регіонального суду, винесеним 35 років потому, він би помер, навіть якби отримав негайну медичну допомогу.

## Реакції
Відразу після інциденту та в наступні дні відбулося кілька протестів розлючених західних берлінців. Сотні людей у Західному Берліні організували спонтанну демонстрацію, вигукуючи прикордонникам «Вбивці!». Деякі з них намагалися наблизитися до стіни, і поліції довелося вдалася до насильства. Автобус, що перевозив радянських солдатів, закидали камінням. Солдатів американських окупаційних військ атакували словесно та фізично за їхнє невтручання. Згідно зі статтею в часописі «Time», другий лейтенант армії США, який перебував на місці події, звернувшись по телефону дод генерал-майора Альберта Вотсона II, тодішнього коменданта американського сектору в Західному Берліні, отримав чіткий наказ не втручатися: «Лейтенанте, ви отримали наказ. Стояти непохитно. Нічого не робити» (англ. Lieutenant, you have your orders. Stand fast. Do nothing).
Командир взводу прикордонної охорони НДР заявив, що не втручався, оскільки боявся, що поліцейські, які зібралися на західному боці, стрілятимуть у його солдатів. Лише три дні тому на внутрішньонімецькому кордоні поблизу Візенфельда сталася перестрілка між прикордонниками НДР та ФРН, внаслідок якої загинув східнонімецький прикордонник Руді Арнштадт. Також ще були свіжими спогади про сержанта Петера Герінга. 23 травня 1962 року він відкрив вогонь по 14-літньому хлопцю, який втік до Західного Берліна, перепливши канал. Поліцейські ФРН, що знаходилися поблизу юнака, допомагаючи йому вибратися з води, почали стріляти у відповідь, внаслідок чого Герінг отримав смертельне поранення й помер на місці. Пропаганда НДР зображувала ці інциденти як вбивства, сплановані західними політиками, завжди приховуючи той факт, що стрілянину розпочали прикордонники НДР.
27 серпня 1962 року Карл-Едуард фон Шніцлер у пропагандистській програмі НДР Der schwarze Kanal описав Фехтера як «пораненого злочинця»
Він виправдовував дії прикордонників словами:
|  | І коли такого елемента […] поранять безпосередньо на кордоні і не одразу врятують, починається гучний галас. [...] Для нас життя кожного з наших хоробрих хлопців у формі цінніше, ніж життя правопорушника. Тримайтеся подалі від нашого державного кордону, і тоді не буде крові, сліз та галасу. Оригінальний текст (нім.) Und wenn dann solch ein Element (…) unmittelbar an der Grenze verwundet und nicht sofort geborgen wird – dann ist das Geschrei groß. (…) Das Leben eines jeden einzelnen unserer tapferen Jungen in Uniform ist uns mehr wert, als das Leben eines Gesetzesbrechers. Soll man von unserer Staatsgrenze wegbleiben – dann kann man sich Blut, Tränen und Geschrei sparen. |

## Судовий розгляд
У березні 1997 року, через сім років після возз'єднання Німеччини та 35 років після смерті Фехтера, двом колишнім східнонімецьким прикордонникам, Рольфу Фрідріху та Еріху Шрайберу, було пред'явлено звинувачення у ненавмисному вбивстві Фехтера. Після ретельного розслідування обидва визнали свою провину, і їх обох було засуджено відповідно до 20 та 21 місяця позбавлення волі з випробувальним терміном. Через брак переконливих доказів суд не зміг визначити, хто з трьох стрільців (один з яких на момент суду вже помер) здійснив смертельний постріл Визнавши свою провину у злочині під час оголошення вироку, обидва прикордонники вибачилися за вбивство Фехтера, сказавши, що щиро розкаюються у своїх діях.

## Пам'ять

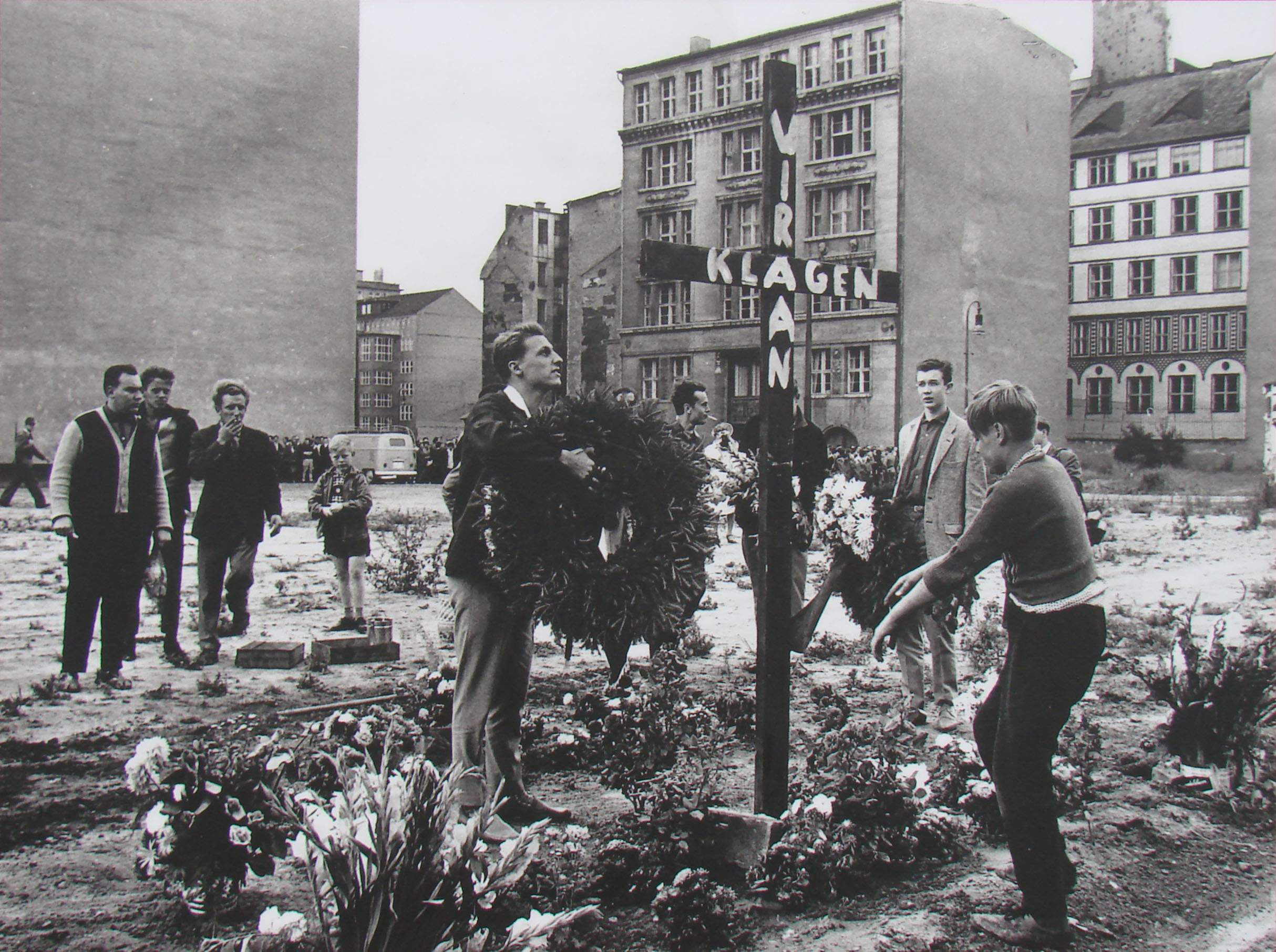
Перший хрест, установлений наступного дня після загибелі Фехтера.

- На західному боці від стіни поблизу місця, де Фехтер отримав смертельне поранення, наступного дня було встановлено кенотаф у формі хреста. Через тиждень після інцидента Єльський російський хор[en] на запрошення мера Західного Берліна Віллі Брандта, виконав поблизу місця вбивства Фехтера мотет «Ave Verum Corpus»[en] Моцарта у німецькому перекладі. У першу річницю загибелі Фехтера Віллі Брандт та генерал-майор США Джеймс Полк поклали на цьому місці траурний вінок. Філібер Циранана, президент Мадагаскару, поклав вінок до меморіалу Петера Фехтера під час державного візиту до ФРН 29 серпня 1962 року[12]. У жовтні 1963 року меморіал відвідав Еріх Менде[en] — федеральний міністр у справах внутрішньонімецьких відносин[en][13].
- 31 серпня 1962 року історія Пітера Фехтера потрапила на передовицю американського журналу Time[14]. У цій статті було використано слова Віллі Брандта «Ганебна стіна» (англ. Wall of Shame), які стали міжнародним синонімом Берлінського муру[15].
- У 1962 композитор Ауліс Саллінен написав оркестровий твір «Mauermusik» на згадку про Фехтера.
- У 1965 році художник Вольф Фостель[en] створив картину «Peter Fechter» у своїй техніці «розмиття»[de] з фотографій помираючого Фехтера біля Берлінського муру. Ця картина є частиною колекції творів мистецтва у Музеї сучасного мистецтва Людвіга[en] в Аахені[16].
- У 1966 Корнеліус Раян присвятив свою книгу «Остання битва» The Last Battle пам'яті Фехтера.
- Вважалося, що балада 1972 року «Libre» («Вільний»)[en] іспанського співака Ніно Браво відсилає до загибелі Фехтера, але її автор, Пабло Герреро, стверджує, що насправді вона була написана про диктатуру Франко в Іспанії[17][18].

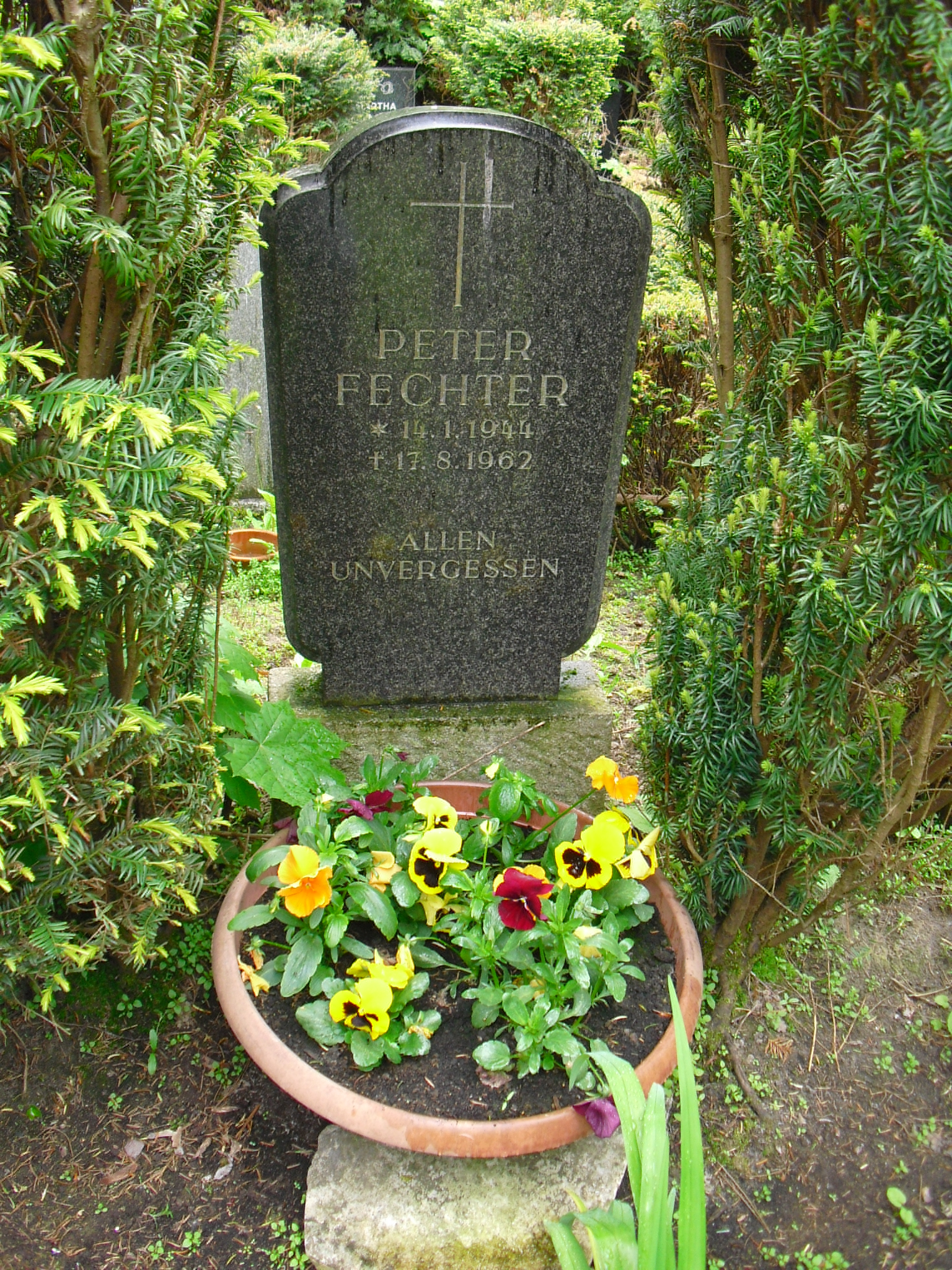
Надгробок Петера Фехтера Цвинтар Воскресіння у Вайсензее, Берлін. Напис на надгробку: «Не забутий ніким» (Allen unvergessen).

- У 1983 році Пішохідна та велосипедна доріжка, побудована в 1978 році вздовж річки Іме[en] в Ганновері, отримала назву Peter-Fechter-Ufer[19]
- 13 серпня 1999 року на Циммерштрассе, 26/27, у Берлін-Кройцберзі поблизу Чекпойнта Чарлі, де лежав стікаючи кров'ю Фехтер, було відкрито меморіальну колону роботи скульптора Карла Бідермана[de].
- У 2005 і 2012 роках пропонували зробити могилу Фехтера на цвинтарі Воскресіння почесною[en], але Берлінський сенат відмовилися, оскільки умови для цього не були виконані. Його могила визнана місцем поховання жертви війни та тиранії (нім. Grabstätte eines Opfers von Krieg und Gewaltherrschaft)[20].
- 11 червня 2011 року було встановлено меморіал на Бернауерштрассе. Скульптура художника Фабіана Брауера зображує мертвого Фехтера на руках у прикордонника. 24 червня 2011 року скульптуру було пошкоджено невідомими особами[21]. Її реконструювали, і зараз вона знаходиться в приміщенні Berliner Unterwelten[de] на Бадштрассе[de], яку можна відвідати під час екскурсії «Під землею до свободи» (нім. Unterirdisch in die Freiheit)[22].
- У 2012 році в Канаді та Берліні була поставлена п'єса канадського драматурга Джордана Таннахілла[en] «Пітер Фехтер: 59 хвилин» (англ. Peter Fechter: 59 Minutes), поетичне переосмислення останньої години життя Фехтера[23].
- 14 січня 2014 року на колишньому будинку Фехтера, Берлін-Вайсензее, Бехаймштрассе, 11 була встановлена берлінська меморіальна дошка[en].
- 16 вересня 2021 року Палата депутатів Берліну відхилила пропозицію назвати на честь Фехтера вулицю в Берліні[24].

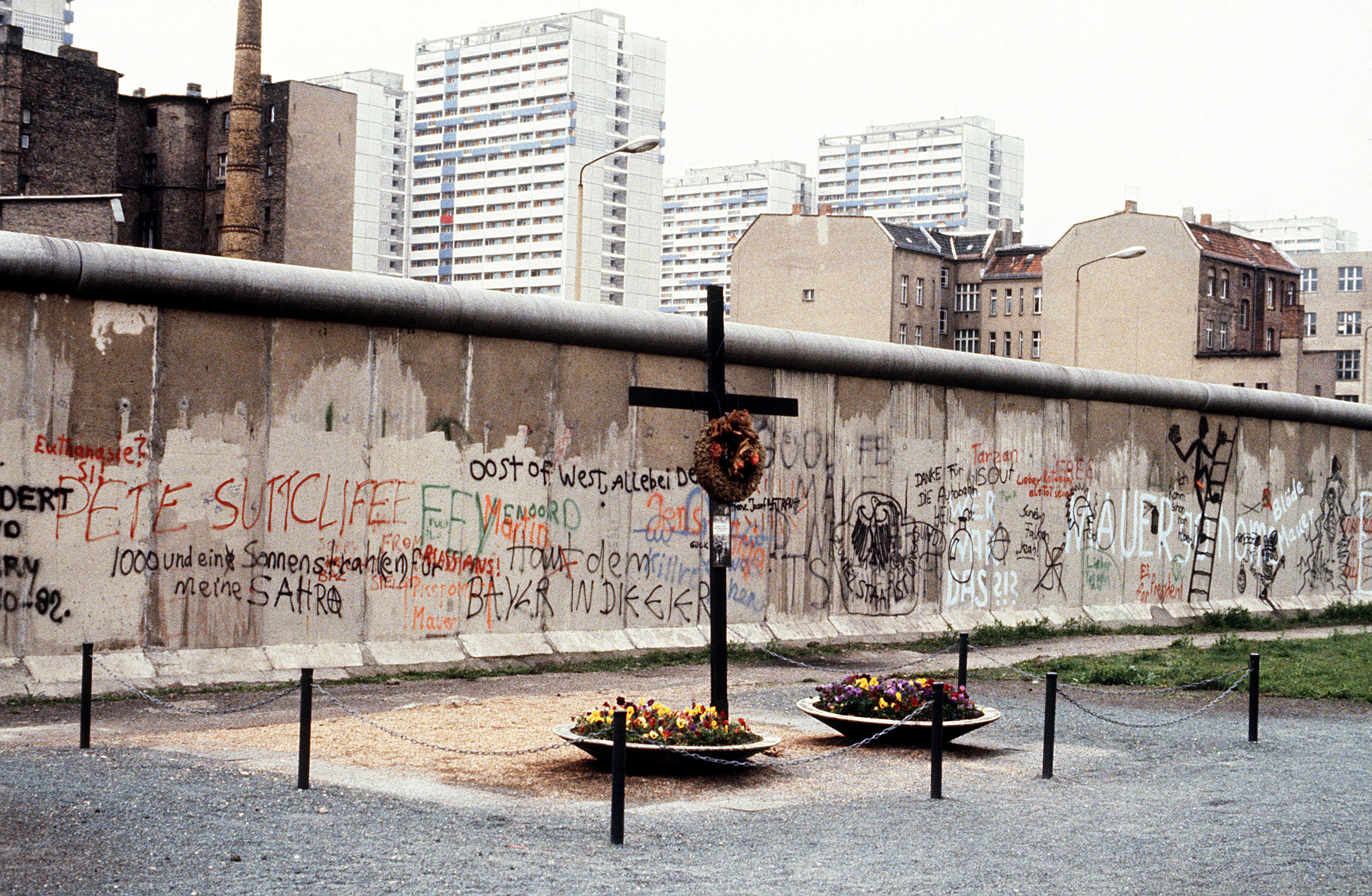
Меморіал і вінок Петера Фехтера на західному боці Берлінського муру, фото від 1 травня 1984 року
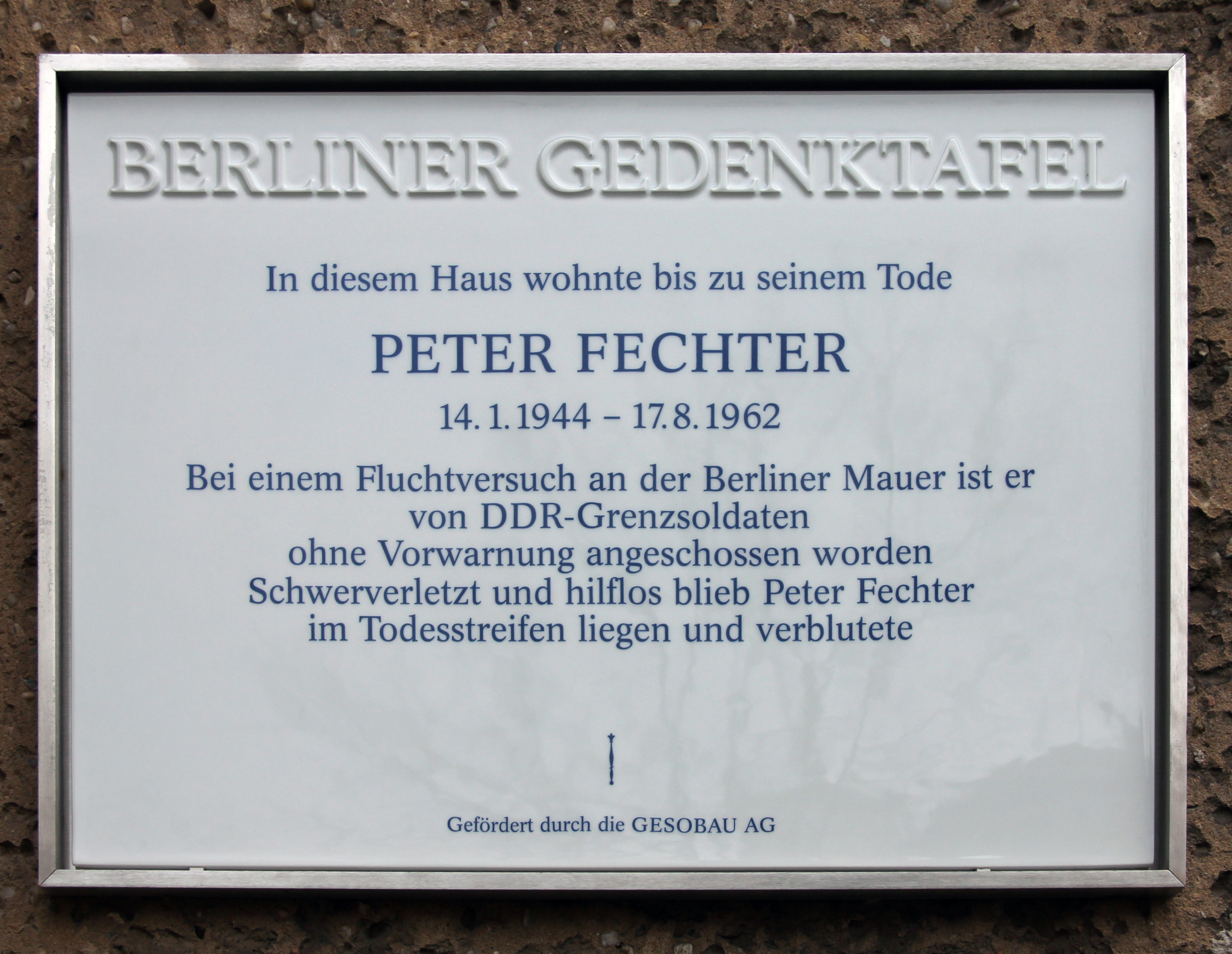
Берлінська меморіальна дошка на Бехаймштрассе 11
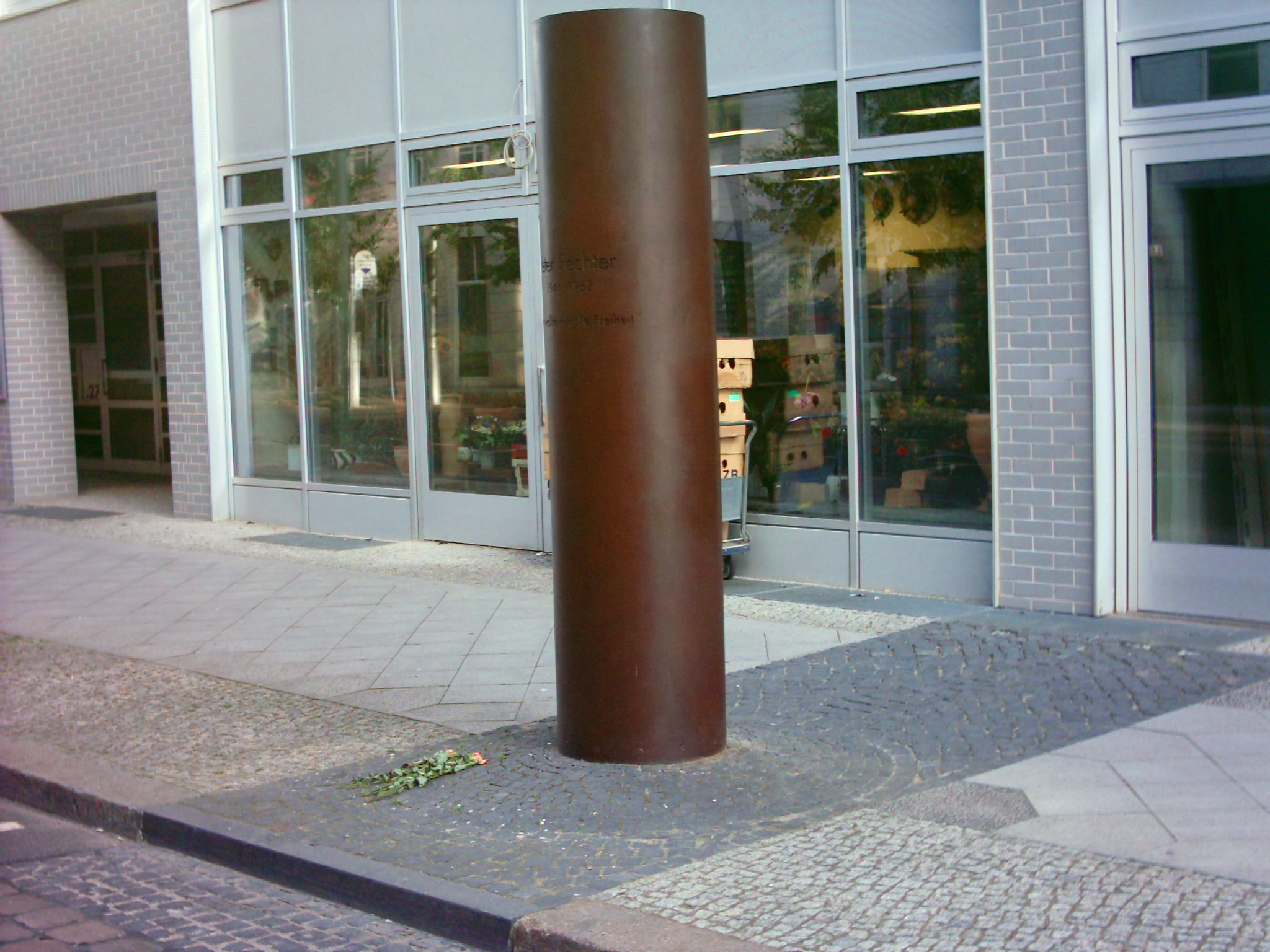
Меморіальна колона Петера Фехтера на Циммерштрассе
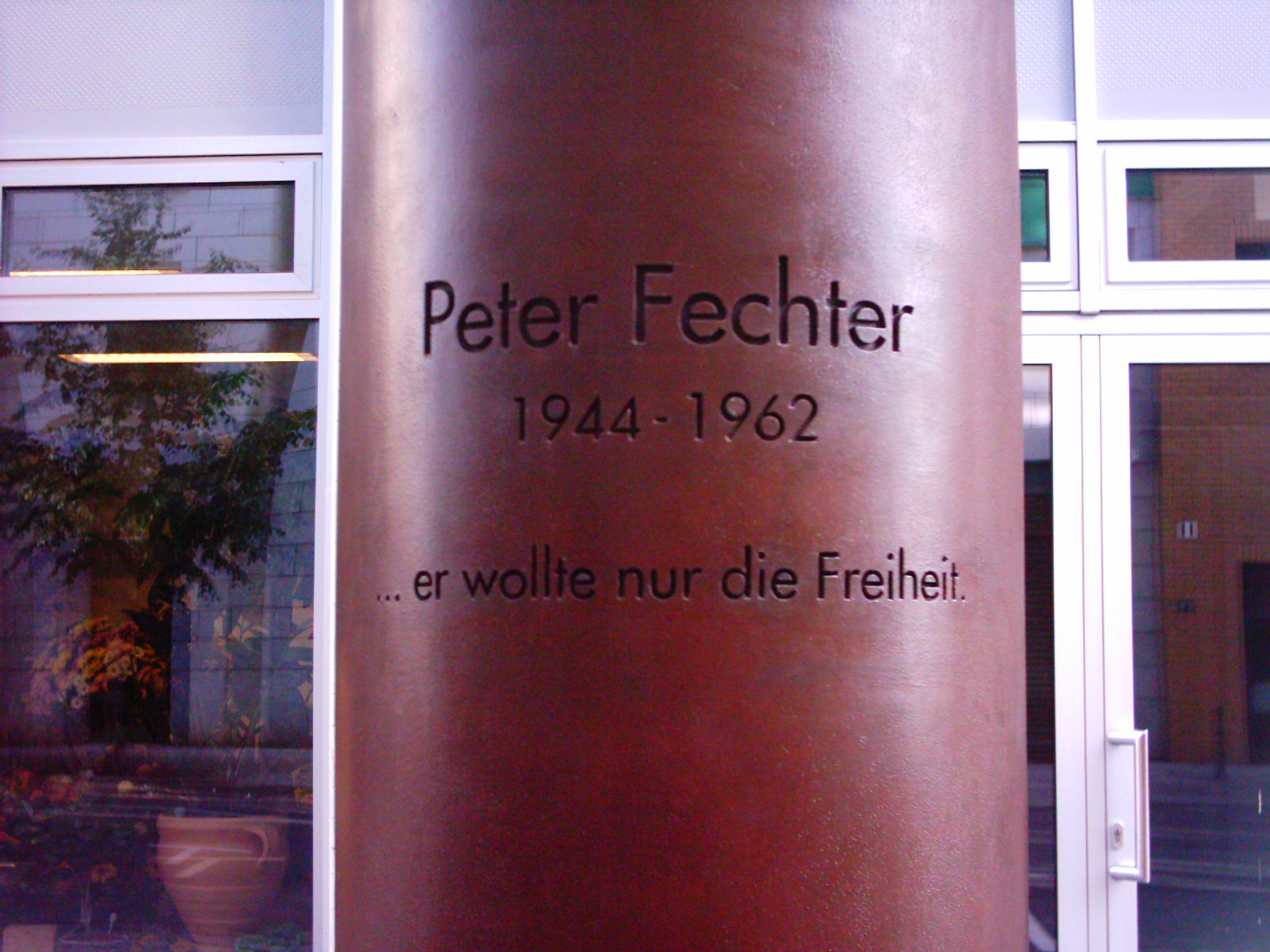
Напис на колоні: «…він просто хотів свободи» (англ. … er wollte nur die Freiheit)